# Fusil Henry
Le fusil Henry, conçu en 1860, est une arme d'épaule américaine à chargement par la culasse et à répétition manuelle : le tireur actionne le levier de sous-garde et l'arme est prête à tirer à nouveau. Les cartouches métalliques de réserve sont contenues dans un magasin tubulaire placé sous le canon. 
Progrès notable par rapport aux rifled muskets contemporains (fusils à un seul coup, à canon rayé, à chargement par la gueule et à mise à feu par percussion), le fusil Henry n'a pas été adopté officiellement par le gouvernement des États-unis, mais a été largement utilisé pendant la guerre de Sécession et les guerres indiennes comme son concurrent, le fusil Spencer. 

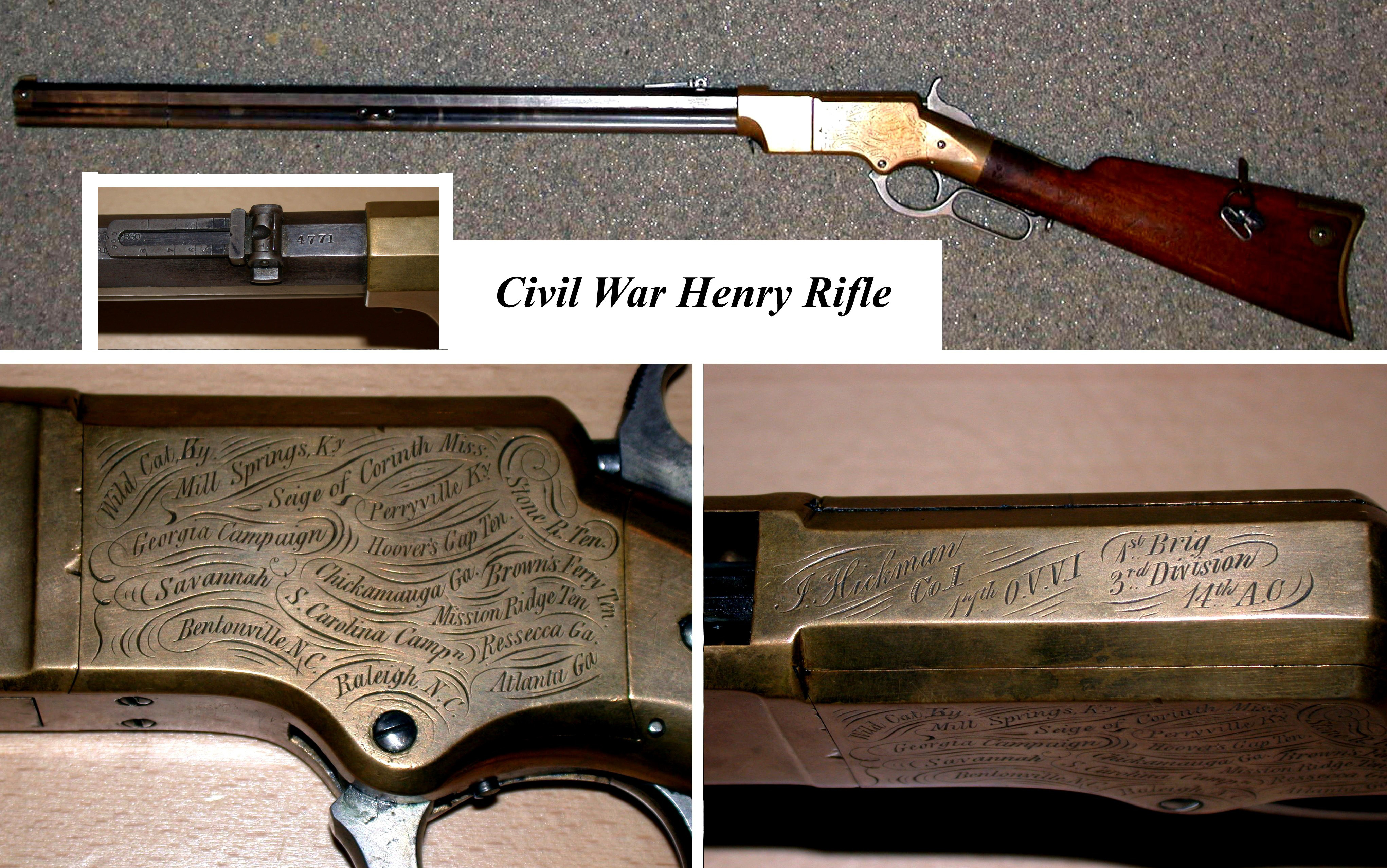
Fusil Henry, fabriqué en 1864, arme portée par P. Hickman, ayant participé à la marche de Sherman vers la mer en 1864-1865.

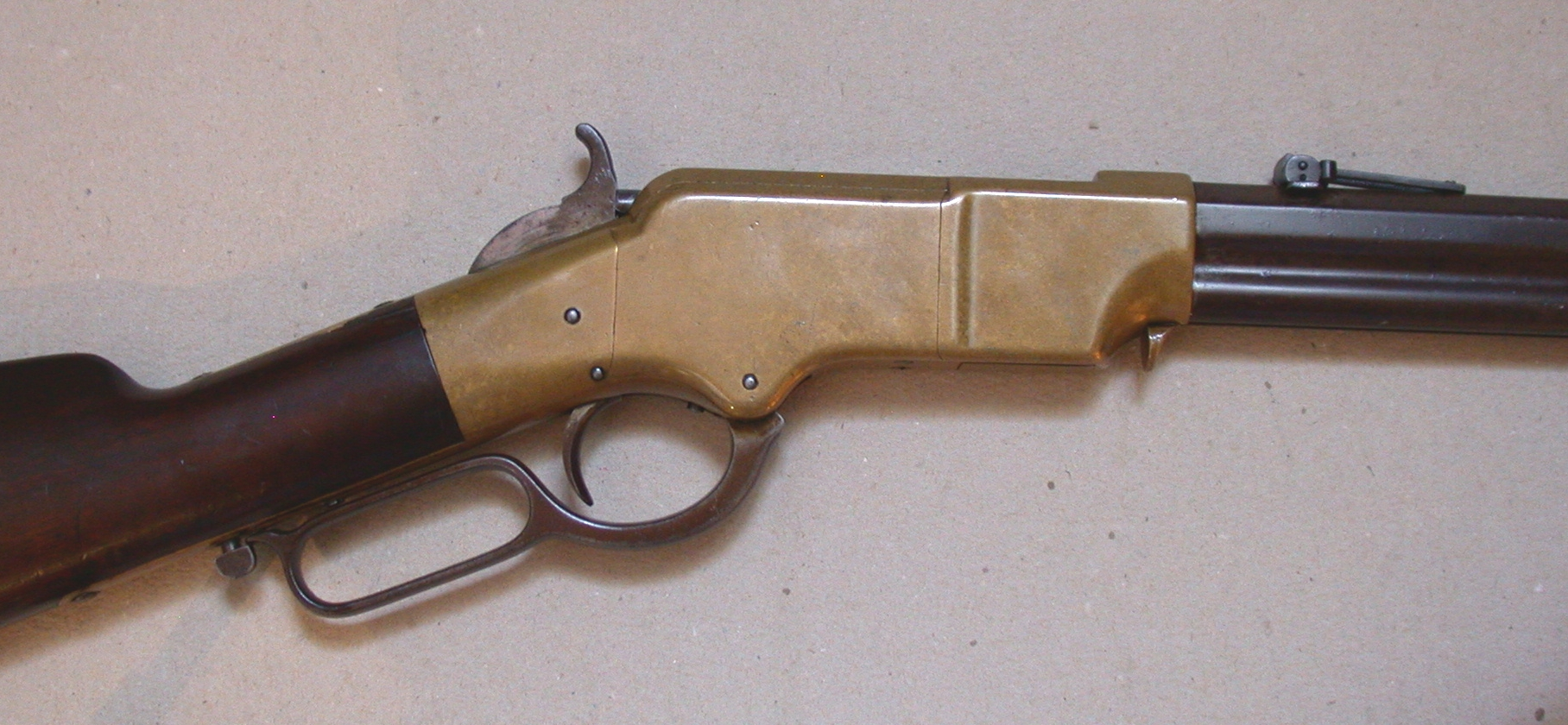
Henry rifle, boite de culasse.

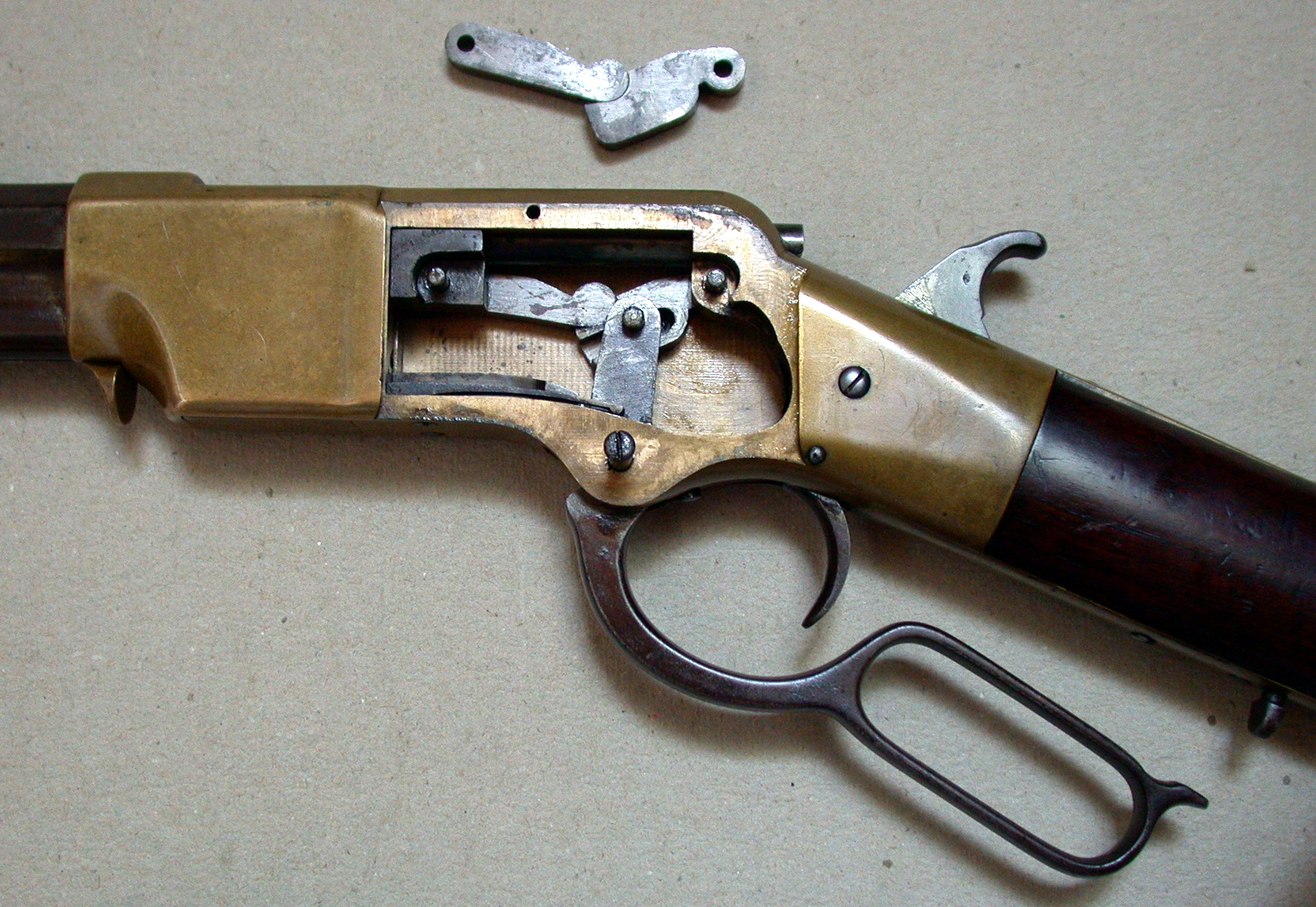
Henry rifle, fonctionnement de la culasse calée par une genouillère.

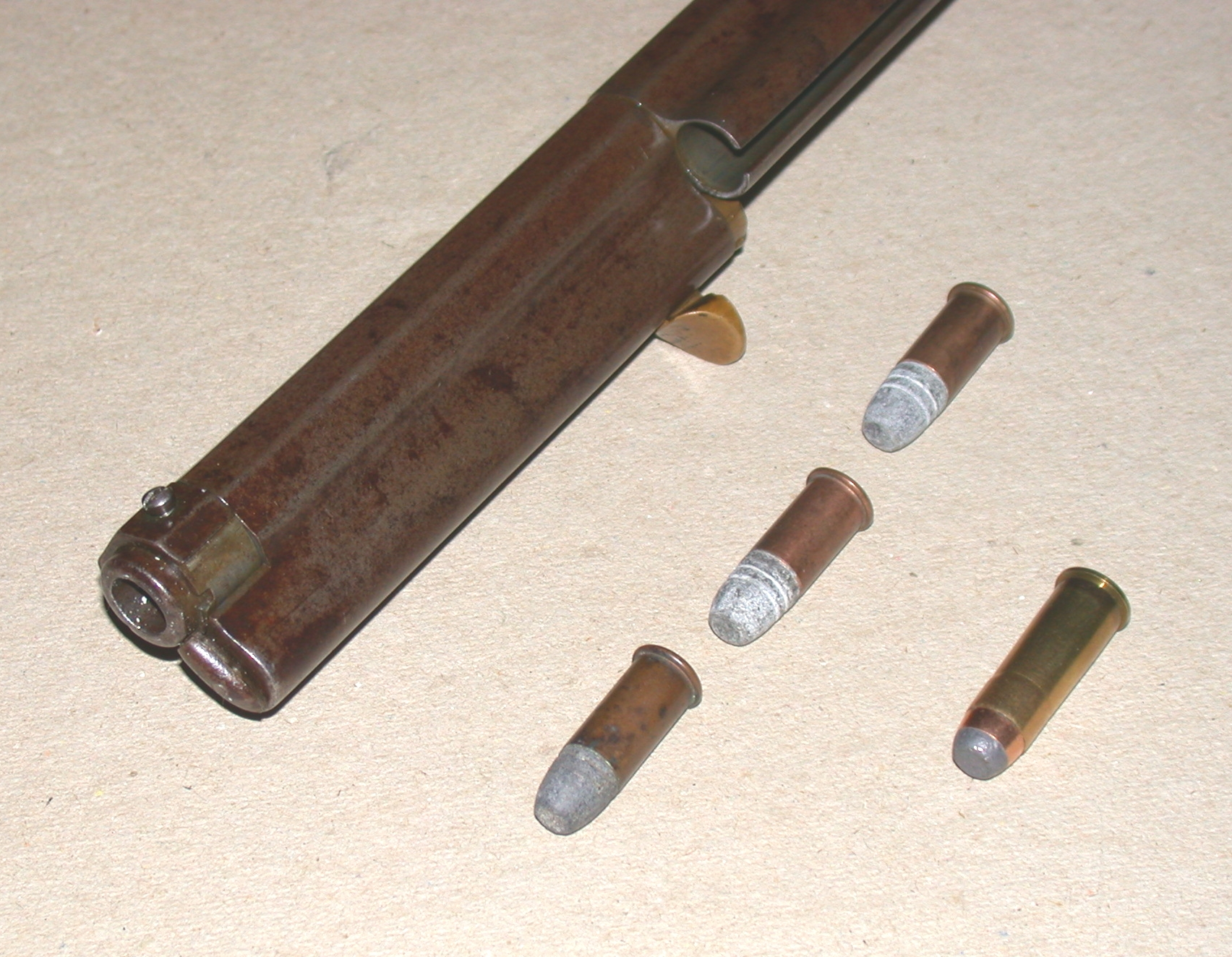
Le bouchon du magasin tubulaire a été ôté ; on peut voir la différence entre la cartouche .44 Henry et la cartouche .44WCF tirée dans les répliques modernes du Henry.

## Technique
Le levier de sous-garde permet une répétition manuelle du feu au rythme d'un coup toutes les deux secondes dans des mains entrainées, contre 2 à 3 coups par minute pour les mousquets à chargement par la bouche. De plus le magasin tubulaire contient 16 cartouches, ce qui fait du Henry une arme dont la puissance de feu et la rapidité de tir dépassent de loin celles des fusils contemporains. 
L'arme est chambrée en .44 Henry. 
Tirer le levier de sous-garde vers le bas ouvre la culasse, lève le pourvoyeur avec une nouvelle cartouche, retire et éjecte la douille vide de la chambre et arme le chien. Remonter le levier de sous-garde ferme la culasse, celle-ci pousse la cartouche logée dans le pourvoyeur dans la chambre, le ressort logé dans le magasin pousse alors une cartouche dans le pourvoyeur retombé. L'arme est prête au tir.
Malgré tous ses avantages, le fusil Henry posait un problème de sécurité : le chien était soit en position « armé » (fusil prêt à faire feu), soit en position « de repos », la pointe du percuteur posée sur le bord de la cartouche. Un choc accidentel sur le chien pouvait alors faire partir le coup de feu.
Le percuteur était bifide : 2 percussions du bourrelet de la cartouche diminuaient les risques de raté par défaut de mise à feu

## Histoire
Le concepteur du fusil Henry était Benjamin Tyler Henry : autour de 1850, il améliora le Volcanic Repeating Rifle, un fusil à répétition manuelle, dont le mécanisme était semblable à celui du Henry, mais qui utilisait des munitions sans douille (la poudre et l'amorce se trouvant dans le culot de la balle), aux propriétés balistiques insuffisantes. 
À l'automne 1862 la firme New Haven Arms Company avait fabriqué 900 de ces nouveaux fusils. En 1864, elle en produisait 290 par mois. Quand la production du fusil Henry cessa en 1866, environ 14 000 unités avaient été produites. 
Au cours de la guerre de Sécession, le fusil Henry (qui ne fut pas officiellement adopté par le gouvernement unioniste) acquit la réputation d'une arme très efficace mais chère, qui assurait une puissance de feu écrasante, mais dont la munition ne se trouvait pas facilement. On voyait le fusil Henry plutôt entre les mains de soldats appelés à combattre isolément — éclaireurs, raiders, tirailleurs, flanc-gardes — plutôt que dans de grosses unités. 
Pour les Confédérés armés de fusils se chargeant par la gueule et devant faire face au nouveau sixteen-shooter (« seize-coups »), le fusil Henry était « that damn Yankees rifle you load on Sunday and shoot all week! (ce damné fusil des Yankees, qu'ils chargent le dimanche, et avec lequel ils tirent toute la semaine) »
Les Confédérés utilisèrent très peu le fusil Henry, car lorsqu'ils arrivaient à en capturer, ils se trouvaient vite à court de munitions : ils ne pouvaient fabriquer cet étui spécifique d'une façon suivie car ils manquaient de cuivre. Le Henry fut cependant utilisé sporadiquement par différentes unités de la cavalerie sudiste en Louisiane, au Texas, et en Virginie, de même que par les gardes du corps du président Jefferson Davis. 
Le Henry ne fut pas utilisé à grande échelle, mais s'avéra très utile lorsqu'un feu intense et rapide, et à courte distance, permettait d'emporter la décision.
Ainsi lors de la guerre de Sécession, à la bataille de Franklin (Tennessee), le 30 novembre 1864, 2 régiments unionistes armés de Henrys brisèrent l'assaut frontal en masse des 20 000 hommes de John Bell Hood, et les Confédérés connurent là une de leurs pires défaites, qui précéda celle de Nashville.
Lors des guerres indiennes, le feu roulant de petits détachements de l'Armée de terre des États-Unis munis de fusils Henry fut décisif contre des masses de guerriers amérindiens, en particulier lors de la guerre de Red Cloud (combat de Hayfield le 1er août 1867, et combat de Wagon Box le lendemain, près du Fort Phil Kearny, Wyoming).
Le succès écrasant des Sioux et des Cheyennes lors de la bataille de Little Bighorn (25 juin 1876) a été attribué au fait qu'ils étaient armés de quelques fusils à tir rapide Henry (et aussi Spencer et Winchester), alors que les soldats du 7e de cavalerie n'avaient que des carabines Springfield Modèle 1873 « Trap-door » à un coup, dont les défauts d'extraction n'étaient pas rares, et des revolvers.

## Évolution

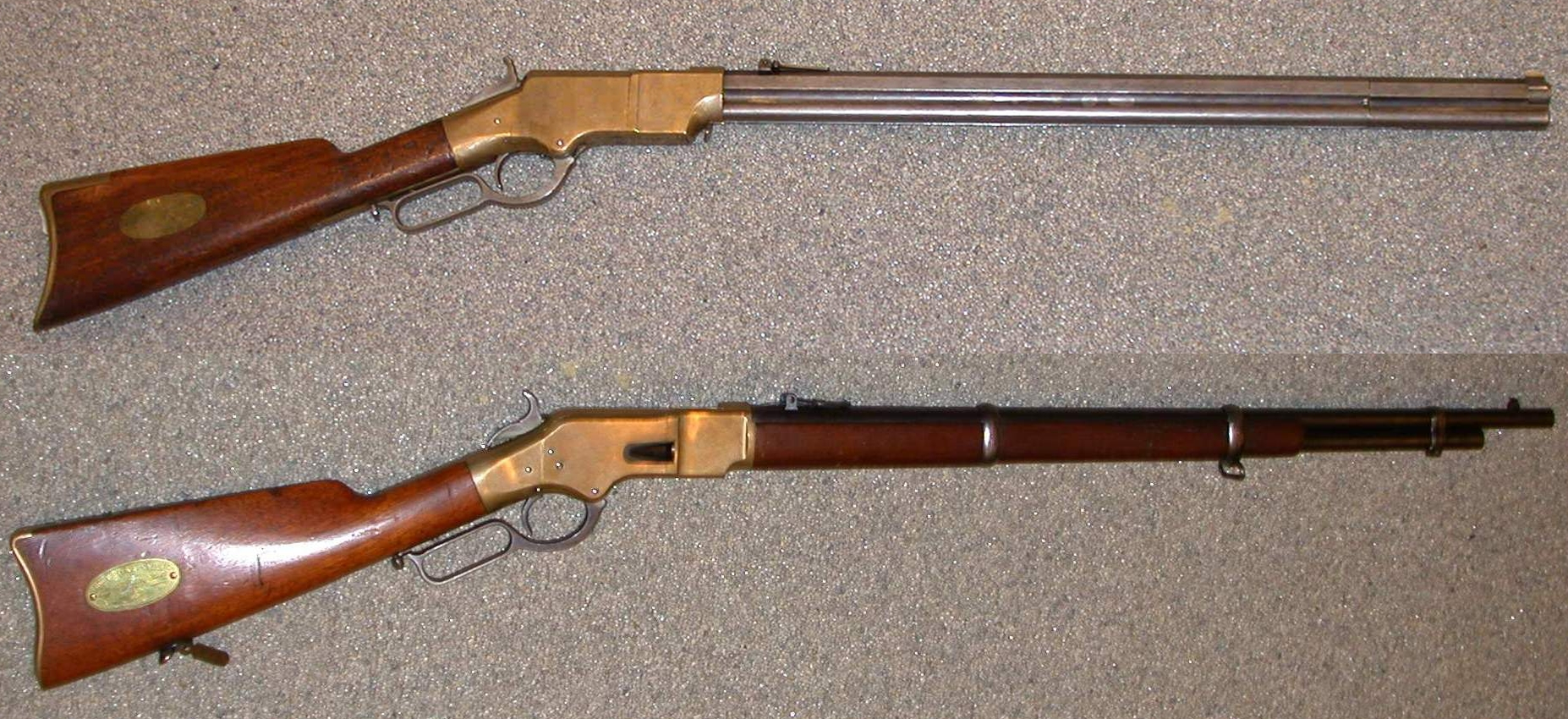
Le fusil Henry devint la fameuse Winchester 1866 (en dessous) : on voit nettement la nouvelle portière de chargement sur le côté droit du boitier de bronze jaune (couleur qui donna son surnom à l'arme : « Yellow Boy »); le magasin tubulaire, sous le canon, a été désolidarisé du canon, raccourci et recouvert d'un garde-main de bois.

La New Haven Arms Company fut achetée par Oliver Winchester, devint la Winchester Repeating Arms Company, et le fusil Henry fut remanié et devint la fameuse carabine Winchester 1866, qui tirait elle aussi la cartouche à percussion annulaire de calibre .44 Henry.
À noter qu'il n'a pas été conçu de fusil Henry à canon court pour la cavalerie ou l'artillerie. La Henry Carbine est une arme fictive inventée par le romancier allemand Karl May (auteur des romans d'aventure Winnetou, Old Shatterhand) : May décrit le Henrystutzen comme un fusil à pompe fabriqué par un armurier de Saint-Louis nommé Henry, et capable de tirer 25 coups de suite...

## De nos jours
La firme A. Uberti, Srl. (en), de Gardone Val Trompia (Italie du nord) produit une copie du fusil Henry, chambrée pour des cartouches modernes à faible vélocité, percussion centrale et balle obtuse, comme les 44-40 Winchester et .45 Long Colt. Ces copies ont la faveur des Civil War reenactments (reconstitutions de la guerre de Sécession) ainsi que des tireurs qui s'affrontent lors de compétitions comme la North-South Skirmish Association.
En 1996, la marque Henry a été obtenue par Anthony Imperato, qui créa la Henry Repeating Arms à Brooklyn, New York. Cette société, qui n'a aucune affiliation avec Benjamin Tyler Henry ni la New Haven Arms Company, se targue de fabriquer toutes ses armes aux États-Unis pour un prix compétitif. Elle se classait, en 2013, dans le top 5 de tous les fabricants d'armes d'épaule et 7e dans l'ensemble de la production totale d'armes à feu, fabriquant plus de 300 000 armes à feu chaque année. L'entreprise, qui produit des armes plutôt haut de gamme, est aujourd'hui le principal fabricant d'armes de leviers.

## Apparitions
Le fusil Henry est un classique dans la Trilogie du dollar de Sergio Leone :
- Agrémenté d'une lunette de visée il est utilisé dans Le Bon, la Brute et le Truand

Pour ce dernier il s'agit en fait d'une carabine Winchester dont on a enlevé le garde-main de bois pour la faire ressembler à un fusil Henry. Cette astuce était régulièrement utilisée dans certains films de westerns, ce qui valut de la part des acteurs appeler par dérision les armes en questions  « Hollywood Henry ».
- Dans le film Major Dundee de Sam Peckinpah (1965), le major envoie en novembre 1864 un de ses lieutenants intercepter le train Denver-Santa Fe pour y prélever 48 nouveaux fusils Henry et 5 000 cartouches : il va se lancer à la poursuite d'une bande d'Apaches qui a massacré un détachement de ses cavaliers.

- C'est l'arme du duel final dans "El mercenario" (1968).

- Il apparaît dans "Silverado" (1985), c'est l'arme de l'afro-américain Ezra Johnson et de son fils Malakal (Mel).

- Il est présent dans le film Jane Got a Gun (2015).

- C'est aussi le fusil du 1st Lt John J. Dunbar (Kevin Costner ) dans "Dances with wolfes"(1990)

- Également présent dans le film Django Unchained de Quentin Tarantino. Dans les mains d’un négrier blanc.

- Il apparaît dans le film cent dollars pour un shérif dans les mains de Tom Chaney (Jeff Corey).
- Ce fusil est utilisable dans le jeu-vidéo de 2010 Red Dead Redemption et dans sa suite de 2018 Red Dead Redemption 2.
- Jonas Crow, le protagoniste de la série de bande-dessinée Undertaker, utilise un fusil explicitement identifié comme un Henry.